# Bang Bang (Will.i.am)
Bang Bang is een nummer van de Amerikaanse Black Eyed Peas-rapper Will.i.am uit 2013. Het is de vijfde single van zijn vierde soloalbum Willpower.
In "Bang Bang" voegt Will.i.am de jazzmuziek uit de jaren '20 samen met moderne dancemuziek. Het nummer bevat elementen uit het muziekstuk "Charleston" van James P. Johnson en Cecil Mach, en de lijn "My baby shot me down" uit het nummer "Bang Bang (My Baby Shot Me Down)" van Cher, geschreven door Sonny Bono. "Bang Bang" werd een grote hit op de Britse eilanden, en een klein hitje in België en Frankrijk. In Vlaanderen haalde het de 12e positie in de Tipparade.